# Kabongo
Pour les articles homonymes, voir Kabongo (homonymie).
Kabongo, est une localité chef-lieu du territoire éponyme de la province du Haut-Lomami en république démocratique du Congo.

## Géographie
La localité est située sur la route RP 630 à 192 km au nord du chef-lieu provincial Kamina.

## Administration
Chef-lieu territorial de 15 129 électeurs recensés en 2018, la localité a le statut de commune rurale de moins de 80 000 électeurs, elle compte 7 conseillers municipaux en 2019.

## Population
Le recensement date de 1984,.
| 1984 | 2004   | 2012   |
| ---- | ------ | ------ |
| -    | 12 486 | 14 715 |

## Personnalités
- Prosper Kalenga Muenze Kayamba (1951-2021), médecin, professeur en médecine et chercheur, spécialiste en gynécologie-obstétrique, est né à Kabongo.